# Loxostomum
Loxostomum, en ocasiones denominado erróneamente Loxostoma, es un género de foraminífero bentónico de la familia Loxostomatidae, de la superfamilia Loxostomatoidea, del suborden Buliminina y del orden Buliminida. Su especie tipo es Loxostomum subrostratum. Su rango cronoestratigráfico abarca desde el Senoniense (Cretácico superior) hasta el Paleoceno.

## Discusión
Clasificaciones previas incluían Loxostomum en el suborden Rotaliina del orden Rotaliida,

## Clasificación
Se han descrito numerosas especies de Loxostomum. Entre las especies más interesantes o más conocidas destacan:
- Loxostomum pakaurangiense †
- Loxostomum subrostratum †
- Loxostomum truncatum †

Un listado completo de las especies descritas en el género Loxostomum puede verse en el siguiente anexo.